# 檬果輪盾介殼蟲
檬果輪盾介殼蟲（学名：Aulacaspis tubercularis）为盾介殼蟲科輪盾介殼蟲屬下的一个种。